# Di-isopropil fosfito de hidrogênio
Di-isopropil fosfito de hidrogênio é uma substância utilizada como precursor químico de compostos organofosforados.